# Józef Szmaus
Józef Szmaus (ps. Kleryk)(ur. 1855 w Zgierzu, zm. 1907 w okolicach Jakucka na Syberii) – działacz socjalistyczny, tokarz.

## Życiorys
Był wyjątkowo zaangażowany w działalność proletariacką, był jednym z twórców tzw. grupy zgierskiej. Poza działalnością agitacyjną był jednym z największych przemytników zakazanej literatury, druków i papieru używanego do drukowania ulotek. Mimo że jeden z ogromnych transportów został przechwycony przez żandarmerię na granicy w Szczypiornie, Szmausowi udało się odeprzeć oskarżenia. Aby nie wzbudzać podejrzeń przeniósł się do Warszawy i wraz z Henrykiem Dulębą prowadził mydlarnię. Była to również skrzynka kontaktowa i miejsce spotkań działaczy I Proletariatu. Został wyznaczony przez organizację do wykonania wyroku na prowokatorze, tkaczu ze Zgierza – Józefie Śremskim. Śremski był uczestnikiem jednego z kółek partyjnych, który został zwerbowany przez władze carskie. Egzekucja nie powiodła się, a Józef Szmaus został 14 października 1883 pojmany. Osadzono go w Cytadeli Warszawskiej, a sąd w 1885 skazał go na karę śmierci zamienioną na 20 lat katorgi na Sachalinie. Pozwolono mu wyjechać wraz z żoną i dziećmi. W 1894 katorgę zamieniono na zesłanie, a po 1905 pozwolono przesiedlić się na kontynent. Miał zakaz powrotu do Królestwa Polskiego, osiedlił się w okolicach Jakucka i prowadził tam pośrednictwo handlowe. Ze wspomnień Bronisława Piłsudskiego wynika, że zmarł pod koniec 1906. Po latach do ojczyzny powrócili synowie Józefa Szmausa.